# Handball aux Jeux olympiques de la jeunesse d'été de 2010
Navigation
Nankin 2014
Les épreuves de handball aux Jeux olympiques de la jeunesse de 2010 se sont disputés du 20 au 25 août 2010. 
Deux épreuves figurent au programme, une masculine et une féminine.

## Tournoi garçons

### Qualifications
Dans le tournoi africain de qualification, l'Égypte a devancé l'Algérie.

### Phase de groupes
|   | Équipe       | Pts | J | G | N | P | Bp  | Bc  | Diff |
| - | ------------ | --- | - | - | - | - | --- | --- | ---- |
| 1 | France       | 4   | 2 | 2 | 0 | 0 | 97  | 40  | 57   |
| 2 | Corée du Sud | 2   | 2 | 1 | 0 | 1 | 106 | 43  | 63   |
| 3 | Îles Cook    | 0   | 2 | 0 | 0 | 2 | 8   | 128 | -120 |

| Équipe 1     | Score   | Équipe 2     |
| ------------ | ------- | ------------ |
| Îles Cook    | 4 – 58  | France       |
| Corée du Sud | 70 – 4  | Îles Cook    |
| France       | 39 – 36 | Corée du Sud |

|   | Équipe    | Pts | J | G | N | P | Bp | Bc  | Diff |
| - | --------- | --- | - | - | - | - | -- | --- | ---- |
| 1 | Brésil    | 3   | 2 | 1 | 1 | 0 | 84 | 38  | 46   |
| 2 | Égypte    | 3   | 2 | 1 | 1 | 0 | 81 | 38  | 43   |
| 3 | Singapour | 0   | 2 | 0 | 0 | 2 | 14 | 107 | -93  |

| Équipe 1  | Score   | Équipe 2  |
| --------- | ------- | --------- |
| Singapour | 7 – 50  | Égypte    |
| Brésil    | 53 – 7  | Singapour |
| Égypte    | 31 – 31 | Brésil    |

### Tableau final
|  | Demi-finales | Demi-finales |                        |    | Finale  | Finale  |
|  | Demi-finales | Demi-finales |                        |    | Finale  | Finale  |
|  |              |              |                        |    |         |         |
|  | 24 août      | 24 août      |                        |    | 25 août | 25 août |
|  | 24 août      | 24 août      |                        |    | 25 août | 25 août |
|  | France       | 21           |                        |    | 25 août | 25 août |
|  | France       | 21           |                        |    | 25 août | 25 août |
|  | Égypte       | 22           |                        |    | 25 août | 25 août |
|  | Égypte       | 22           | Égypte                 | 35 |         |         |
|  | 24 août      |              | Égypte                 | 35 |         |         |
|  |              | Corée du Sud | 25                     |    |         |         |
|  | Corée du Sud | Corée du Sud | 25                     | 27 |         |         |
|  | Corée du Sud |              |                        | 27 |         |         |
|  | Brésil       | 22           |                        |    |         |         |
|  | Brésil       | 22           | Match pour la 3e place |    |         |         |
|  |              |              |                        |    |         |         |
|  | 25 août      |              |                        |    |         |         |
|  |              |              |                        |    |         |         |
|  | France       | 40           |                        |    |         |         |
|  | France       | 40           |                        |    |         |         |
|  | Brésil       | 27           |                        |    |         |         |
|  | Brésil       | 27           |                        |    |         |         |

## Tournoi filles

### Phase de groupes
|   | Équipe | Pts | J | G | N | P | Bp | Bc | Diff |
| - | ------ | --- | - | - | - | - | -- | -- | ---- |
| 1 | Russie | 4   | 2 | 2 | 0 | 0 | 76 | 42 | 34   |
| 2 | Brésil | 2   | 2 | 1 | 0 | 1 | 50 | 62 | -12  |
| 3 | Angola | 0   | 2 | 0 | 0 | 2 | 49 | 71 | -22  |

| Équipe 1 | Score   | Équipe 2 |
| -------- | ------- | -------- |
| Brésil   | 20 – 35 | Russie   |
| Angola   | 27 – 30 | Brésil   |
| Russie   | 41 – 22 | Angola   |

|   | Équipe     | Pts | J | G | N | P | Bp | Bc | Diff |
| - | ---------- | --- | - | - | - | - | -- | -- | ---- |
| 1 | Danemark   | 4   | 2 | 2 | 0 | 0 | 81 | 19 | 62   |
| 2 | Kazakhstan | 2   | 2 | 1 | 0 | 1 | 60 | 56 | 4    |
| 3 | Australie  | 0   | 2 | 0 | 0 | 2 | 20 | 86 | -66  |

| Équipe 1   | Score   | Équipe 2   |
| ---------- | ------- | ---------- |
| Australie  | 4 – 41  | Danemark   |
| Kazakhstan | 45 – 16 | Australie  |
| Danemark   | 40 – 15 | Kazakhstan |

### Tableau final
|  | Demi-finales | Demi-finales |                        |    | Finale  | Finale  |
|  | Demi-finales | Demi-finales |                        |    | Finale  | Finale  |
|  |              |              |                        |    |         |         |
|  | 23 août      | 23 août      |                        |    | 25 août | 25 août |
|  | 23 août      | 23 août      |                        |    | 25 août | 25 août |
|  | Russie       | 41           |                        |    | 25 août | 25 août |
|  | Russie       | 41           |                        |    | 25 août | 25 août |
|  | Kazakhstan   | 19           |                        |    | 25 août | 25 août |
|  | Kazakhstan   | 19           | Russie                 | 26 |         |         |
|  | 23 août      |              | Russie                 | 26 |         |         |
|  |              | Danemark     | 28                     |    |         |         |
|  | Brésil       | Danemark     | 28                     | 25 |         |         |
|  | Brésil       |              |                        | 25 |         |         |
|  | Danemark     | 30           |                        |    |         |         |
|  | Danemark     | 30           | Match pour la 3e place |    |         |         |
|  |              |              |                        |    |         |         |
|  | 25 août      |              |                        |    |         |         |
|  |              |              |                        |    |         |         |
|  | Kazakhstan   | 23           |                        |    |         |         |
|  | Kazakhstan   | 23           |                        |    |         |         |
|  | Brésil       | 45           |                        |    |         |         |
|  | Brésil       | 45           |                        |    |         |         |

## Médailles

### Médaillés par épreuve
| Événement | Or       | Argent       | Bronze |
| --------- | -------- | ------------ | ------ |
| Garçons   | Égypte   | Corée du Sud | France |
| Filles    | Danemark | Russie       | Brésil |

### Tableau des médailles par pays
| Rang | Pays         | Or | Argent | Bronze | Total |
| 1    | Danemark     | 1  | 0      | 0      | 1     |
| 1    | Égypte       | 1  | 0      | 0      | 1     |
| 2    | Corée du Sud | 0  | 1      | 0      | 1     |
| 2    | Russie       | 0  | 1      | 0      | 1     |
| 3    | Brésil       | 0  | 0      | 1      | 1     |
| 3    | France       | 0  | 0      | 1      | 1     |

### Effectif de l'équipe de France masculine
L'équipe de France, médaille de bronze, était composée de :
- Adrien Ballet Kebengue
- Benjamin Bataille
- Jordan Bonilauri
- Théophile Caussé
- Théo Derot
- Hugo Descat
- Julian Emonet
- Antoine Gutfreund
- Bryan Jabea Njo (GDB)
- Laurent Lagier-Pitre
- Mathieu Merceron (GDB)
- Timothey N'Guessan
- O'Brian Nyateu
- Kévin Rondel